# حصار ومذبحة يافا
حصار ومذبحة يافا هي معركة حربية بين القوات الفرنسية بقيادة نابليون بونابرت وبين القوات العثمانية في يافا. استمر الحصار لمدة 4 أيام من (3- 7 مارس 1799م) وانتهى باستسلام الحامية وقرر بعدها نابليون باعدام الحامية كلها.

## الاحداث
بعد احتلال نابليون بونابرت لمصر وبعد تحطيم اسطوله في معركة أبو قير البحرية قرر نابليون غزو مدن الشام حتى يقضي على سبل امداد القوات الإنجليزية.
كانت مدينة يافا تمتاز بالأسوار العالية الحصينة إضافة إلى وجود قوات المدفعية تقدر بحوالي 1200 جندي. ورغم قوة تحصينها إلا أن نابليون قرر الأستيلاء عليها اولا حتى يستطيع غزو باقي مدن الشام نظرا لموقعها الاستراتيجي ولانها أيضا تطل على البحر.
قام نابليون بارسال رسله إلى حاكم يافا العثماني عبد الله بك وأمره بالاستسلام. كان حاكم يافا يرى الموقف صعبا.
فرغم تحصينات المدينة إلا أن الحامية الموجودة بالمدينة صغيرة ولا تستطيع الصمود طويلا امام جيش نابليون، كما ان الإمدادات العثمانية قد تتأخر وإذا استمر الحصار سيؤدي حتما الي انهيار اسوار المدينة وسقوطها وقتل كل من فيها. 

لهذا عرض علي نابليون الاستسلام وتسليم المدينة مقابل المحافظة علي ارواح سكان المدينة والجنود. ووافق نابليون علي هذه الشروط واستسلمت مدينة يافا. وبعد استسلامها نقض نابليون وعوده الي حاكم يافا وخان سكان يافا رغم اعطائه لهم الامان على ارواحهم وقام الجنود الفرنسيون بأعمال قتل واغتصاب في سكان المدينة وقام أيضا باعدام حاكم مدينة يافا.

## المذبحة
كانت حامية يافا التي استسلمت تقدر بحوالي 2440 جندي وفي بعض المصادر الاخرى 4100 جندي، معظمهم من الألبانيين.
كان نابليون يري صعوبة في ابقاء جنود لحراسة هؤلاء الاسري لأنه كان يريد استجماع كافة قواته لاحتلال عكا. ولهذا غدر بهم وقرر اعدام الحامية كلها بلا استثناء رمياً بالرصاص وقام بالقاء الجثث في البحر، وسميت بعدها بـ (مذبحة يافا البشرية) 

### دوافع ارتكاب المذبحة
1. عدم وجود عدد كافي من الجنود الفرنسيين لحراسة الاسرى
2. خوفاً من أن يؤدي إطلاق سراحهم إلى انضمامهم لحامية عكا
3. بهدف بث الرعب في قلوب مدن الشام وإعطاء إنذار شديد القسوة لهم

## توابع الحادثة
بعد الحادث قرر نابليون السماح لمئات السكان بمغادرة المدينة املا في نشر احداث هذه المذابح إلى بقية المدن لبث الرعب والخوف فيها.
ولكن كان على عكس ما تنماه تماما، فقد تسببت هذه الأخبار في زيادة روح القتالية والصمود في الجنود حتي لا يكون مصيرهم مثل مصير حامية يافا.
ولهذا فشل نابليون في كسر حصار مدينة عكا القوي. وقرر ان يقوم بالاستيلاء على الكرك الا انه فشل أيضا بسبب قوة دفاعاتها.
كما تسببت الجثث المتحلله في نشر وباء الطاعون والذي فتك باعداد كبيرة من الجنود الفرنسيين، ولم يجد نابليون سبيلا الا الانسحاب تماما من الشام والعودة الي مصر.
وبعد مرور 9 شهور علي احتلال المدينة قرر الحاكم الفرنسي تسليم المدينة إلى الوالي أحمد باشا الجزار والذي قام بإعادة بناة اسوارها وتحصينها من جديد.